# Acmaeodera knullorum
Acmaeodera knullorum är en skalbaggsart som beskrevs av Barr 1972. Acmaeodera knullorum ingår i släktet Acmaeodera och familjen praktbaggar. Inga underarter finns listade i Catalogue of Life.